# Янпавлис, Витольд Игнатьевич
Витольд Игнатьевич Янпавлис (укр. Вітольд Гнатович Янпавліс, латыш. Vitolds Ignatjevičs Janpavlis; 17 июля 1930, Даугавпилс, Латвийская республика — 22 августа 2020, Киев, Украина) — советский и украинский актёр латвийского происхождения.

## Биография
Родился 17 июля 1930 года в латвийском городе Даугавпилс.
В 1950 году окончил актёрский факультет Московского театрального училища им. М. С. Щепкина.
Был актёром Киевской киностудии им. А. П. Довженко, с 1970 года работал также вторым режиссёром фильмов этой студии.
Был членом Национального союза кинематографистов Украины.
Ушёл из жизни 22 августа 2020 года в возрасте 90 лет в Киеве. Похоронен в Байковом кладбище.

## Фильмография

### Актёр
- 1957 — Борец и клоун — городовой (нет в титрах)
- 1957 — Страницы былого — офицер жандармерии
- 1958 — ЧП. Чрезвычайное происшествие — Геннадий Андреевич Никитин
- 1959 — Григорий Сковорода — Иван Шувалов
- 1959 — Иванна — немецкий офицер (нет в титрах)
- 1959 — Солдатка — научный работник (нет в титрах)
- 1960 — Кровь людская — не водица — Данилайтис
- 1961 — Дмитро Горицвит — Данилайтис (нет в титрах)
- 1961 — Иду к вам! — старпом
- 1962 — Звёздочка (новелла «Капитаны не опаздывают») — папа
- 1962 — Молчат только статуи — сын Грирсона
- 1962 — Среди добрых людей — немец-конвоир
- 1962 — Улица младшего сына — капитан
- 1963 — Бухта Елены — эпизод
- 1963 — Возвращение Вероники — эпизод
- 1963 — Мечте навстречу — космонавт
- 1963 — Наймичка — карточный игрок (нет в титрах)
- 1963 — Пчёлы и люди
- 1963 — Юнга со шхуны «Колумб» — неизвестный
- 1964 — Ракеты не должны взлететь — немецкий офицер (нет в титрах)
- 1964 — Сказка о Мальчише-Кибальчише — буржуинский офицер и солдат
- 1964 — Сумка, полная сердец — комендант, немецкий офицер
- 1964 — Через кладбище — немецкий офицер (нет в титрах)
- 1965 — Акваланги на дне — Максим Николаевич Алексеев, майор госбезопасности
- 1965 — Дни лётные — лётчик
- 1965 — Нет неизвестных солдат — советский офицер
- 1965 — Сколько лет, сколько зим! — Гейнц
- 1965 — Ярость — белый офицер, пулемётчик
- 1966 — В город пришла беда — Витольд Игнатьевич
- 1966 — Два года над пропастью — немецкий офицер
- 1967 — Большие хлопоты из-за маленького мальчика — Лебедев, тренер (нет в титрах)
- 1967 — Туманность Андромеды — член экипажа звездолёта
- 1968 — Десятая доля пути
- 1968 — Разведчики — помощник немецкого полковника (нет в титрах)
- 1969 — Дума о Британке — Романовский
- 1969 — Почтовый роман — посетитель ресторана (нет в титрах)
- 1969 — Та самая ночь — эпизод
- 1970 — Голубое и зелёное — официант
- 1970 — Семья Коцюбинских — пассажир поезда, попутчик Оксаны Коцюбинской
- 1971 — Инспектор уголовного розыска — медэксперт
- 1971 — Нина — врач
- 1972 — Софья Грушко — ефрейтор (нет в титрах)
- 1974 — Анна и Командор — сотрудник лаборатории (нет в титрах)
- 1975 — Там вдали, за рекой — бандит в фуражке
- 1976 — Предположим — ты капитан... — эпизод
- 1978 — Будьте готовы, Ваше Высочество! — товарищ представитель, официальное лицо, доставившее принца в пионерлагерь
- 1982 — Грачи — адвокат Александра Грача
- 1982 — Казнить не представляется возможным — эпизод
- 1985 — Пароль знали двое — эпизод
- 1993 — Фучжоу — эпизод
- 1999 — День рождения Буржуя — эпизод
- 2004 — Русское лекарство — эпизод
- 2006 — Утёсов. Песня длиною в жизнь — эпизод
- 2008 — Райские птицы

### Второй режиссёр
- 1970 — Путь к сердцу
- 1972 — Софья Грушко
- 1972 — Наперекор всему
- 1973 — Будни уголовного розыска
- 1973 — Свадьба
- 1974 — Анна и Командор
- 1975 — Там вдали, за рекой
- 1976 — Предположим — ты капитан...
- 1978 — Будьте готовы, Ваше Высочество!
- 1981 — Лесная песня. Мавка
- 1981 — Капель
- 1982 — Свидание
- 1983 — Легенда о княгине Ольге
- 1984 — В лесах под Ковелем
- 1985 — Пароль знали двое
- 1986 — Ледяные цветы
- 1987 — Рыжая фея
- 1991 — Казаки идут
- 1993 — Фучжоу
- 1995 — Осторожно! Красная ртуть!

## Награды
- Почётная грамота Президиума Верховного Совета Украинской ССР